# Macrocentrus pyraustae
Macrocentrus pyraustae är en stekelart som beskrevs av Henry Lorenz Viereck 1917. Macrocentrus pyraustae ingår i släktet Macrocentrus och familjen bracksteklar. Inga underarter finns listade i Catalogue of Life.